# Lanfranco Colombo
Lanfranco Colombo (Milano, 1924 – Genova, 7 aprile 2015) è stato un fotografo, gallerista e sciatore nautico italiano, fra i massimi esponenti della storia e della diffusione della fotografia italiana.

## Biografia
Figlio di un imprenditore, nasce a Milano nel 1924. Imprenditore metallurgico di successo, nel 1967 apre a Milano la sua galleria "Il Diaframma". In seguito al matrimonio con la fotografa Giuliana Traverso, vive a Genova, dove muore il 7 Aprile 2015.

## Il Fotografo
Scatta la sua prima fotografia in bianco e nero a 12 anni, nel 1936, seguita poi da molti altri scatti. Nel 1966 durante l'incontro di Gens d'Images ha l'idea di aprire una galleria, affiancandola al mensile culturale "Popular Photography Italiana", poi diventata "Il Diaframma - Fotografia Italiana".
Fu fotografo (oltre che editore e direttore) della rivista "Scinautico".

## La Galleria "Il Diaframma"
Nel 1966 Lanfranco Colombo fonda la galleria "Il Diaframma" a Milano in zona Brera, su suggerimento di Cartier Bresson, che lo sfidò a copiare il modello di Porquerolles. La galleria, la prima in Europa dedicata alle sole mostre di fotografia, ospitò all'inaugurazione nel 1967, la mostra del fotografo italiano Paolo Monti. Negli anni successivi fu frequentata da nomi importanti della cultura italiana quali Confalonieri, Gillo, Dino Buzzati, Sciascia, Montale, e dai più importanti fotografi del mondo, molti dei quali esposero con personali e collettive.
Il lavoro della galleria viene affiancato dalla rivista fotografica "Popular Photography Italiana", che in seguito diventerà Il Diaframma - fotografia italiana, ed infine "il Diaframma"; nuova come impostazione rispetto alle riviste dell'epoca, diventa un punto di riferimento per gli amanti della fotografia e dell'immagine in generale.
Nel 1997, ovvero dopo trent'anni di attività, la galleria chiuderà.
A riconoscimento del suo interesse, della sua conoscenza e del suo lavoro per la divulgazione della fotografia, Lanfranco Colombo ha ricevuto dalla Federazione italiana associazioni fotografiche le onorificenze di Benemerito (BFI), Maestro (MFI) ed è l'unico ad oggi ad essere Socio Onorario Fiaf.

## Altre attività
Avvicinatosi allo sci nautico negli anni cinquanta, ne è stato un ottimo atleta. 
È conosciuto anche per essere stato il fondatore della Federazione Italiana Sci Nautico. Per le sue conoscenze e capacità organizzative è stato nominato Segretario dell'Unione Mondiale Sci Nautico (l'International Water Ski Federation).

## Mostre di Lanfranco Colombo
- 2005 - 2006, Venezia, Il Diaframma di Lanfranco Colombo. I Maestri della Fotografia, Palazzo Venier dei Leoni[5]
- 2011, Sestri Levante, Ex Oriente, Sala Espositiva del Palazzo Comunale[6].

## Fondo Colombo
Donato alla Regione Lombardia, e custodito presso il Museo di fotografia contemporanea di Cinisello Balsamo, il corposo "Fondo Colombo" oltre a libri e documenti conta 37.000 stampe fotografiche che abbraccia l'attività del Diaframma dagli «anni venti alla metà degli anni novanta del Novecento». Le sole foto dimostrano la frenetica attività, nel corso degli anni, della più famosa galleria fotografica italiana, che ospitò i più importanti fotografi del panorama internazionale come David Bailey, Édouard Boubat, Elliott Erwitt, Leonard Freed, Joan Fontcuberta, Mary Ellen Mark, Hildegard Ochse, Aleksandr Rodcenko e Otto Steinert; e nazionale come Aldo Ballo, Letizia Battaglia, Amedeo Vergani, Manfredi Bellati, Luciano D'Alessandro, Gianni Berengo Gardin, Carla Cerati, Cesare Colombo, Mario De Biasi, Mario Dondero, Franco Fontana, Luigi Ghirri, Mario Giacomelli, Mimmo Jodice, Giorgio Lotti, Elio Luxardo, Pepi Merisio, Nino Migliori, Paolo Monti, Maria Mulas, Gianni Pezzani, Fulvio Roiter, Ferdinando Scianna, Tazio Secchiaroli e Oliviero Toscani.

## Opere
- Lanfranco Colombo - Fotogrammi di una vita. Con un saggio di Arturo Carlo Quintavalle, Torino, Umberto Allemandi & C., 2010, ISBN 978-88-422-1907-1.